# Willy In 't Ven
Willy In 't Ven (Turnhout, 1º marzo 1943) è un ex ciclista su strada belga, professionista dal 1966 al 1978.

## Carriera
Nel 1964, tra i dilettanti, vinse una tappa al Tour de Namur. Passato professionista nel 1966 con la Dr. Mann-Grundig di Frans Cools, in stagione concluse terzo alla Liegi-Bastogne-Liegi e secondo in una tappa del Tour de France. Nel 1967 vinse alcune corse in Belgio, fu vice-campione nazionale in linea (alle spalle di Jos Boons) e concluse quarto alla Freccia Vallone, venendo anche convocato per i campionati del mondo di Heerlen vinti dal connazionale Eddy Merckx; l'anno dopo si aggiudicò invece il Grand Prix d'Isbergues in Francia.
Nel 1969, sempre in maglia Mann, fece suoi la Freccia del Brabante, una tappa alla Quattro giorni di Dunkerque e l'Omloop van de Vlaamse Scheldeboorden, e concluse ancora secondo in una frazione del Tour de France. L'anno seguente vinse una tappa della Vuelta a España, sul traguardo di Vitoria, piazzandosi quinto nella classifica generale della corsa, e si classificò terzo al Trofeo Baracchi in coppia con Herman Van Springel.
Nel 1971 passò alla Flandria-Mars, trasferendosi l'anno dopo alla Molteni, la squadra di Eddy Merckx, nella quale rimase due anni vincendo anche un E3 Harelbeke nel 1973. Passò poi alla Ijsboerke-Colner diretta da Rik Van Looy e quindi, dopo due stagioni, alla Gero-Eurosol sempre sotto la direzione di Van Looy. Nel 1977 gareggiò quindi con i colori dell'italiana Bianchi-Campagnolo, capitanata da Felice Gimondi e Rik Van Linden, prima di terminare la sua carriera nel 1978 dopo un anno alla Carlos-Galli-Alan diretta da Julien Stevens.
In carriera In 't Ven ha partecipato a un Giro d'Italia, sette Tour de France e quattro Vuelta a España, e a un campionato del mondo.

## Palmarès
- 1967

Kessel-Lier
Omloop van Midden-België
2ª tappa Tweedaagse van Bertrix
Classifica generale Tweedaagse van Bertrix
- 1968

Grand Prix d'Isbergues
- 1969

Freccia del Brabante
3ª tappa Quatre Jours de Dunkerque (Valenciennes > Dunkerque)
Omloop van de Vlaamse Scheldeboorden
- 1970

17ª tappa Vuelta a España (Santander > Vitoria)
- 1973

E3 Prijs Harelbeke